# توسل به مرجعیت
توسل به مرجعیت (به لاتین: argumentum ad verecundiam) نوعی استدلال قابل بازنگری است که در آن دلیل درست بودن یک گزاره این دانسته می‌شود که فرد یا افرادی دیگر آن را درست می‌دانند. خود یک مرجع یک دلیل منطقی برای اثبات یک گزاره نیست اما دلیل‌هایی که آن مرجع برای اثبات آن گزاره آورده‌ است، ممکن است دلیل‌هایی منطقی باشند و درصورت ارائه، این دلیل‌ها باید بررسی شوند.
استدلال آوردن از مرجعيت يك مغالطه بی‌ربطی، و كسب معلومات از اين طريق خطاست.

## مثال‌ها
مثال ۱
A: ختنه کردن از نظر بهداشتی خیلی سودمند است.
B: از کجا میدانی؟
A: عموی من که یک پزشک متخصص است این را به من گفته.
مثال ۲
A: ببینم تو چرا تازگی‌ها اینقدر می‌خوابی؟
B: چون توی مقاله‌ی پروفسور ایزابل نوشته‌است که خواب برای سلامتی مفید است.